# Extinct or Alive
Extinct or Alive (nella versione italiana: Vivi, morti, o estinti) è un programma televisivo documentaristico statunitense sulla fauna selvatica, prodotto per Animal Planet dalla Hot Snakes Media di New York. È condotto dal biologo e personaggio televisivo Forrest Galante, che viaggia in diverse località del mondo per indagare su animali ritenuti estinti, cercando di capire se esistano ancora possibilità che siano tuttora viventi. La serie ha rivendicato il merito di aver partecipato alla riscoperta della tartaruga delle Galápagos dell'isola Fernandina e del caimano del Rio Apaporis, nonché alla possibile riscoperta del leopardo di Zanzibar e del leone del Capo. Inoltre, la serie ha registrato le prime immagini mai ottenute del presbite di Miller. Tuttavia, ad eccezione del langur di Miller, gli altri casi sono ancora oggetto di dibattito tra gli scienziati, e non esistono prove definitive che Forrest Galante o il suo team abbiano effettivamente ritrovato questi animali, a parte alcuni squali che erano già noti come non estinti.

## Momenti salienti
Durante le riprese del programma nel 2018, una fototrappola ha catturato immagini apparentemente riconducibili a un leopardo di Zanzibar sull'isola di Unguja. L'animale sembrava più piccolo degli esemplari del continente e presentava macchie più piccole e compatte rispetto a quelle normalmente osservabili nei leopardi africani. Sono previste ulteriori indagini per verificare se si tratti effettivamente di un leopardo di Zanzibar e se esista ancora una popolazione vitale.
Durante la realizzazione di uno speciale per la Shark Week sull'isola di Sri Lanka, la moglie di Forrest, Jessica, ha scoperto due squali morti, precedentemente uccisi da pescatori. Sebbene uno degli squali si sia rivelato un esemplare di squalo leuca, l'analisi del DNA del secondo ha suggerito che potesse trattarsi di uno squalo di Pondicherry, una specie non avvistata dal 1979. Sebbene alcuni esperti locali siano convinti che si tratti effettivamente di uno squalo di Pondicherry, è necessaria una conferma molecolare definitiva per identificarlo con certezza.
Nel febbraio 2019, durante le riprese della seconda stagione sull'arcipelago remoto delle Galápagos, il team ha scoperto un esemplare femmina di tartaruga gigante dell'isola Fernandina, ritenuta estinta dal 1906. Membri della Turtle Conservancy hanno successivamente analizzato i reperti, dichiarando che, in attesa di conferma genetica, le foto «con ogni probabilità» mostrano l'animale scomparso. La tartaruga, descritta come «in buone condizioni» ma «sottopeso», è stata trasportata al Fausto Llerena Tortoise Breeding Center sull'isola di Santa Cruz per cure e test genetici. Le tracce trovate durante la spedizione suggeriscono la possibile presenza di altri individui in natura, e sono state pianificate nuove ricerche per trovare un maschio che possa garantire la sopravvivenza della specie. Come mostrato nell'episodio (ma contraddetto dal sito personale di Galante), il biologo Washington Tapia-Aguilera, della Galapagos Conservancy e direttore della Giant Tortoise Restoration Initiative, è in realtà colui che ha scoperto la tartaruga, e quindi riscoperto la specie.
Nel 2019, durante le riprese della seconda stagione in Zimbabwe, il team ha raccolto campioni di DNA da un leone anormalmente grande recentemente avvistato nella zona. L'analisi genetica ha rivelato che l'esemplare presentava un 14% di differenza genetica rispetto a un leone africano comune, suggerendo una possibile eredità genetica residua del leone del Capo, estinto nel XIX secolo. Il team ipotizza che, tramite riproduzione selettiva, si possa un giorno recuperare un leone del Capo geneticamente «puro».
Durante le riprese della seconda stagione in Madagascar, nel 2019, il team – insieme alla primatologa e biologa Cortni Borgerson – ha rinvenuto un cranio e una zanna non fossilizzati, identificati con certezza come appartenenti a un ippopotamo malgascio, una specie che si riteneva estinta da circa 1.000 anni. Tuttavia, il cranio è stato datato a meno di 200 anni fa, confermando che la specie è sopravvissuta molto più a lungo del previsto e potrebbe essere arrivata fino ai giorni nostri.
Durante le riprese della seconda stagione al lago Dong Mo, in Vietnam, nel 2019, il team – insieme ai membri dell'Asian Turtle Program (ATP) – ha filmato una tartaruga gigante dal guscio molle dello Yangtze, una specie funzionalmente estinta di cui sopravvivono solo tre individui noti. L'animale è emerso brevemente dalla superficie del lago. Sebbene i tentativi di trasferire una femmina sopravvissuta nel lago per favorire l'accoppiamento con l'individuo filmato siano falliti a causa della sua morte nell'aprile 2019, il team spera che la scoperta possa contribuire a salvare la specie dall'estinzione.
Durante le riprese della seconda stagione in Colombia, il team ha catturato e raccolto campioni di DNA confermati da più individui, inclusi esemplari giovani, del caimano del Rio Apaporis, una sottospecie di caimano dagli occhiali che si riteneva estinta da oltre 30 anni. La scoperta suggerisce l'esistenza di una popolazione riproduttiva sana nella zona. I dati genetici rivelano che il caimano del Rio Apaporis si è separato dai suoi parenti più prossimi circa 5-7 milioni di anni fa, e la presenza di tratti morfologici unici (motivo giallo a chiazze, muso allungato, ecc.) suggerisce che si tratti in realtà di una specie distinta, e non di una sottospecie. Forrest Galante sta attualmente lavorando a una pubblicazione per descrivere formalmente il caimano del Rio Apaporis come nuova specie. Un biologo colombiano, Sergio Balaguera-Reina, aveva però già riscoperto il caimano prima della spedizione di Galante e pubblicato un articolo al riguardo nel 2019. Inoltre, Balaguera-Reina contesta l'affermazione che il caimano fosse ritenuto estinto, affermando: «Non abbiamo mai pensato che questo caimano fosse estinto. Ma la situazione politica in Colombia ha impedito ai biologi di accedere in sicurezza al suo habitat per confermarne la presenza». Dopo la messa in onda dell'episodio, Galante ha accreditato pubblicamente Balaguera-Reina per la scoperta indipendente.
Durante le riprese dell'episodio Land of the Lost Sharks in Sudafrica, insieme all'esperto di squali Dave Ebert, il team ha documentato tre specie «perdute» di squali: lo squalo donnola a pinna bianca (Paragaleus leucolomatus), filmato con una fotocamera subacquea, la torpedine dormiente ornata (Electrolux addisoni), ripresa durante una immersione notturna da Adrian Peartan, subacqueo sudafricano, e infine il palombo dai lobi nasali ampi (Scylliogaleus quecketti), non osservato dal 1902, che Forrest e Dave hanno catturato, marcato con un dispositivo GPS e poi rilasciato per studiarne i movimenti, rivelando un'area di distribuzione molto ristretta.

## Episodi

### Prima stagione (2018)
- The Zanzibar Leopard («Il leopardo di Zanzibar») - 10 giugno 2018
Forrest intraprende una spedizione storica a Zanzibar, documentando specie mai filmate prima; le prove raccolte portano a una conclusione indimenticabile sul leopardo di Zanzibar, dichiarato estinto 25 anni fa.
- Pachylemur: The Madagascar Giant («Pachilemure: il gigante del Madagascar») - 17 giugno 2018
I resti recentemente scoperti del Pachylemur del Madagascar – giganti pelosi e rossastri grandi quasi quanto grandi scimmie – smentiscono l'estinzione avvenuta 1.000 anni fa. Forrest scala la volta della giungla per cercare nuove prove. Aggiornamento: Forrest conclude con riluttanza che le segnalazioni sulla sopravvivenza del Pachylemur di vari rossi ancora esistenti ma rari.
- The White Wolf of Newfoundland («Il lupo bianco di Terranova») - 24 giugno 2018
Forrest collabora con uno specialista a Terranova alla ricerca di un predatore dichiarato estinto nel 1930; i due incontrano un cacciatore che ha ucciso quello che si ritiene essere un lupo; nuove riprese esclusive.
- Florida black wolf («Il lupo nero della Florida») - 1 luglio 2018
Forrest esplora le Everglades della Florida alla ricerca del misterioso lupo nero della Florida, un predatore la cui esistenza è stata a lungo oggetto di voci; con filmati inediti delle sue spedizioni.
- The Javan Tiger («La tigre di Giava») - 8 luglio 2018
Forrest si reca nella vivace isola di Giava, in Indonesia, per tentare di trovare la tigre di Giava, un predatore esotico dichiarato estinto nel 2003 ma recentemente avvistato; con nuove riprese.
- The Tasmanian Tiger Down Under («Il tilacino australiano») - 15 luglio 2018
Dopo numerosi avvistamenti credibili del tilacino in Australia, Forrest si unisce ai ricercatori della JCU per studiare la specie prima di tornare nella penisola di Cape York; con nuove riprese.
- Formosan Clouded Leopard («Il leopardo nebuloso di Formosa») - 22 luglio 2018
Forrest segue le tracce del leopardo nebuloso di Formosa, dichiarato estinto, inoltrandosi nelle giungle di Taiwan; un incontro con un predatore potrebbe risolvere il mistero. Aggiornamento: alla fine dell'episodio Forrest conclude con riluttanza che la specie è definitivamente estinta.
- The Dodo of the North («Il dodo del nord») - 29 luglio 2018
orrest si reca nelle Isole Faroe alla ricerca di tracce dell'alca impenne. La sua appassionata ricerca di questo grande uccello marino incapace di volare lo conduce in paesaggi spettacolari e terreni impervi.

### Seconda stagione (2019)[20]
- The Galapagos Giant («Il gigante delle Galápagos») - 23 ottobre 2019
Forrest è nelle Galápagos alla ricerca della tartaruga dell'isola Fernandina, un animale avvistato una sola volta più di 100 anni fa. Gli indizi raccolti e la straordinaria biodiversità della zona alimentano la speranza di una scoperta storica.
- The Dracula Monkey of Borneo («La scimmia Dracula del Borneo») - 30 ottobre 2019
Forrest torna nelle isole vulcaniche dell'Indonesia per cercare il presbite di Miller, noto anche come «scimmia Dracula». Quando gli abitanti locali lo informano dell'esistenza di un mercato illegale di animali, la sua missione si trasforma rapidamente in un'operazione di salvataggio.
- The Legendary Cape lion («Il leggendario leone del Capo») - 6 novembre 2019
Forrest torna nella sua terra natale, lo Zimbabwe, alla ricerca del misterioso leone del Capo – un imponente predatore dalla criniera nera. Lui e il suo team si muovono nel bush africano alla ricerca di prove genetiche, affrontando rinoceronti in carica e grandi branchi di leoni.
- The Caribbean Monk Seal («La foca monaca dei Caraibi») - 13 novembre 2019
Forrest parte per una pericolosa spedizione in acque infestate da squali alla ricerca della foca monaca caraibica, considerata estinta. Per dimostrarne l'esistenza, il team si immerge in acque profonde dove si trova faccia a faccia con uno squalo tigre gigante.
- Madagascar Dwarf Hippo («L'ippopotamo nano del Madagascar») - 20 novembre 2019
Conosciuto per essere una versione in miniatura del cugino africano, l'ippopotamo nano malgascio è ritenuto estinto da 1.000 anni. Forrest e un biologo locale attraversano il bush del Madagascar per dimostrare che la specie potrebbe ancora sopravvivere.
- The Hidden Turtle of Vietnam («La tartaruga nascosta del Vietnam») - 27 novembre 2019
In Vietnam, Forrest collabora con un gruppo di conservazione per salvare la più grande specie di tartaruga del mondo dall'estinzione. Grazie a tecnologie avanzate, tentano di trovare un compagno per l'ultimo esemplare noto di tartaruga gigante dal guscio molle dello Yangtze.
- Colombian Dinosaur («Il dinosauro colombiano») - 4 dicembre 2019
Nelle giungle della Colombia, Forrest è in missione per dimostrare che il caimano del Rio Apaporis esiste ancora. I locali credono che questo rettile viva in una terra senza legge popolata da guerriglieri, rapitori e predatori mortali.
- Ivory Billed Woodpecker of the Bayou («Il picchio dal becco d'avorio delle paludi») - 11 dicembre 2019
Forrest è deciso a scoprire se il leggendario e schivo picchio dal becco d'avorio esista ancora. Le paludi della Louisiana, infestate da alligatori e serpenti velenosi, rendono la missione estremamente impegnativa, ma Forrest è pronto a tutto.
- The Asian Unicorn («L'unicorno asiatico») - 18 dicembre 2019
In Vietnam, Forrest si avventura nella grotta più grande del mondo alla ricerca del saola, in un'oasi nascosta. Questa specie esotica è stata scoperta solo di recente, ma circolano voci secondo cui «l'unicorno asiatico» potrebbe già essere estinto.
- Southern Rocky Mountain Wolf («Il lupo delle Montagne Rocciose meridionali») - 18 dicembre 2019
Il lupo delle Montagne Rocciose meridionali non è stato più visto da quasi 80 anni, ma recenti attacchi al bestiame suggeriscono che possa esistere ancora. Forrest si avventura in alta quota nella Sierra con l'obiettivo di stanarlo.

### Speciali
- The Tasmanian Tiger («Il tilacino») - 31 maggio 2016
Il feroce tilacino (o tigre della Tasmania) è stato dichiarato estinto 80 anni fa, eppure continuano a essere segnalati avvistamenti. Un trio di esperti si avventura nelle zone selvagge e incontaminate della Tasmania alla ricerca di uno dei predatori più unici e terrificanti che abbiano mai camminato sulla Terra.
- The Pondicherry Shark («Lo squalo di Pondicherry») - 31 luglio 2019
Forrest Galante si reca alle Maldive per cercare lo squalo di Pondicherry, una rara specie ritenuta estinta e avvistata per l'ultima volta negli anni '70. La presenza di squali non identificati nella zona ha alimentato la speranza che la specie sia ancora viva, e Forrest è determinato a dimostrare che non è estinta. (Trasmissione speciale durante la Shark Week 2019)[21]
- Operation Croc Rescue («Operazione salvataggio coccodrillo») - 5 maggio 2020
L'esperto di fauna selvatica Forrest Galante sospende momentaneamente la sua missione di ricerca di animali estinti per salvare un gigantesco coccodrillo con uno pneumatico da motocicletta incastrato intorno al collo. Si reca in Indonesia con la speranza di salvargli la vita.
- Land of the Lost Sharks («La terra degli squali perduti») - 11 agosto 2020
Forrest Galante si immerge in alcune delle acque più pericolose e infestate da squali della costa orientale del Sudafrica per cercare di riscoprire tre specie di pesci cartilaginei scomparse dalla scienza. Le specie cercate sono: lo squalo donnola a pinna bianca (Paragaleus leucolomatus), noto solo da un esemplare catturato nel 1984; la torpedine dormiente ornata (Electrolux addisoni), una razza elettrica descritta solo nel 2007; e il palombo dai lobi nasali ampi (Scylliogaleus quecketti), non più avvistato dal 1902. (Trasmissione speciale durante la Shark Week 2020)[22]
- Jaws of Alaska («Le fauci dell'Alaska») - 16 luglio 2021
Il biologo della fauna selvatica Forrest Galante e Jessica Evans viaggiano per il mondo alla ricerca di animali rari e sfuggenti, comprese specie «perdute» per la scienza e misteriosi squali delle acque fredde dell'Alaska.

## Episodio cancellato
Un episodio era stato pianificato nel 2019, durante il quale Galante e il suo team avrebbero cercato il baiji (ipoteticamente estinto) e il pesce spatola cinese (dichiarato estinto) nel fiume Yangtze, in Cina. Tuttavia, l'accesso al Paese per scopi di ripresa fu negato, e l'episodio non venne realizzato.